# 聖保羅河
聖保羅河（Saint Paul River）是西非的河流，發源自畿內亞東南部，其後在邦加以北約50公里進入利比里亞，最終在蒙羅維亞注入大西洋，河道全長約500公里，流域面積約21,900平方公里。

## 外部連結
- Encyclopædia Britannica entry （页面存档备份，存于）
- World River Discharge Database

6°25′N 10°43′W / 6.417°N 10.717°W